# František Kutnar
František Kutnar (7. října 1903 Mlázovice – 11. září 1983 Mlázovice) byl český historik, zabývající se převážně národním obrozením. Povoláním byl středoškolský profesor, vyučoval na Jiráskově gymnáziu v Resslově ulici 10. Měl strukturalistický přístup k historiografickému bádání, často se zabýval drobnějšími tématy. Napsal mnoho drobnějších statí, v odborných časopisech i v běžném tisku. Byl ovlivněn Josefem Pekařem (ovlivnil ho zejména nasměrováním na hospodářské dějiny) a Josefem Šustou, a to způsobem práce i tematicky. Věnoval velkou pozornost kolektivním faktům, sociálnímu a myšlenkovému rozvoji. Byl ovlivněn sociologií a psychologií, používal nejmodernější historiografické metody.

## Přínos
Jeho hlavním přínosem bylo rozpracování metody funkčně strukturální analýzy – na každý fakt se dívá jako na složitý strukturovaný celek, skládající se z částí; každá část má svou funkci a význam a je ve vztahu k ostatním, když se změní vztahy, mění se i fakt (například František Palacký uvažoval před rokem 1848 jiným způsobem, než po roce 1848). Takto přistupoval i ke složitým celkům. Z hlediska historiografického zmapoval kulturní a sociální průběh národního obrození, období osvíceneckého reformismu a období konce feudalismu (tedy první polovinu 19. století).

## Díla
Mezi jeho nejdůležitější díla náleží dvě monografie, myšlenkově velmi úzce spojené: Obrozenecké vlastenectví a nacionalismus a Sociálně myšlenková tvářnost obrozeneckého lidu. V těchto dílech se zabývá národem jako takovým, vyslovuje teorii, že lid postupně vstupoval do jakési obrodné fáze a stal se konstitutivním prvkem novodobého českého národa, vykládá vztah lidu k politice, náboženství a kultuře, hodnotí ho z mnoha různých hledisek, pokoušel se popsat sociálně politický a myšlenkový pochod, který je časově a místě diferenciovaný a dynamizovaný a vede k vytvoření sociální skladby národa, k novému politickému uspořádání státu a hospodářskému myšlení.
Druhým zásadním dílem jsou Přehledné dějiny českého a československého dějepisectví, dodnes základní učebnice dějin české historiografie. Pojednává o vývoji dějepisectví od počátků až po konec 30. let. První díl vyšel roku 1973, druhý roku 1977, většina nákladu však byla cenzurou zničena. Přepracované a doplněné vydání vyšlo roku 1997 - Jaroslav Marek doplnil některé pasáže, zároveň však byla vypuštěna Kutnarova kapitola o počátcích marxistického dějepisectví.

### Obrozenectví
- Obrozenecký nacionalismus. Praha, Vyšehrad, 1940.
- Obrozenské vlastenectví a nacionalismus. Praha, Karolinum, 2003. ISBN 80-7184-833-6.
- Naše národní minulost v dokumentech : Chrestomatie k dějinám Československa. Praha, SPN, 1962.
- Tři studie o Františku Palackém (redigoval František Kutnar). Olomouc, Palackého univerzita, 1949.
- Sociálně myšlenková tvářnost obrozenského lidu : trojí pohled na český obrozenský lid jako příspěvek k jeho duchovním dějinám, Praha, Historický klub, 1948.

### Obecné dějepisectví
- První sjezd československých historiků 1937 : Přednášky a debaty (redakcí Františka Kutnara), Praha, Československá historická společnost, 1938.
- František Kutnar a Jaroslav Werstadt: Odkaz a úkol : Dva projevy k naší dnešní obci historické. Praha, Historický klub, 1946.
- Spolupráce na učebnicích dějepisu, jejichž autorem byl Alois Sosík, Praha, SPN, 1958–1961.
- Přehled dějin Československa v epoše feudalismu : Určeno pro posl. filosof. a pedagog. fakult. (čtyřdílný, Kutnar byl hlavním spoluautorem), Praha, SPN, 1958–1968.
- Přehledné dějiny českého a slovenského dějepisectví, Praha, Nakladatelství Lidové noviny, 1997, dřívější vydání SPN 1973–1978.Třetí,doplněné vydání Nakladatelství Lidové noviny, Praha 2009

### Dějiny rolnictví a dělnictví a lokální dějiny
- Tvář české vesnice v minulosti. Praha, Václav Petr, 1942.
- Cesta selského lidu k svobodě. Česká akademie zemědělská, Praha, 1948.
- Z dějin českého dělnického hnutí. Cyklus přednášek. Praha, Osvěta, 1952.
- Karel Pavlištík a František Kutnar: Domácká výroba dřevěného nářadí a náčiní na Podřevnicku, Univerzita Karlova, Praha, 1990.
- Generace brázdy. Praha, historický klub, 1992, ISBN 80-901027-0-0.
- Malé dějiny brambor. Havlíčkův Brod : Východočeské nakladatelství, 1963. 2. přepr. a rozš. vyd. Pelhřimov ; Havlíčkův Brod ; Praha : Nová tiskárna ; Výzkumný ústav bramborářský ; Etnologický ústav AV ČR, 2005. 216 s. ISBN 80-86559-30-0.
- Mlázovice v Podkrkonoší : Vlastivědný a hospodářský obraz, redakcí Františka Kutnara, Mlázovice – Kulturní družstvo, 1948.
- Mezi Chlumy a Kamennou Hůrou : (obraz dějin Mlázovic v Podkrkonoší a okolí). Mlázovice, Osvětová beseda, 1997.
- Příroda a domov : střípky vzpomínek. Praha, Historický klub, 1993.